# عبد الباسط حمودة
عبد الباسط حمودة (21 فبراير 1955 -)، مغني شعبي مصري.

## حياته ونشأته ولد في قريه هورين  مركز بركه السبع محافظه المنوفيه
وُلد بأبوقير الاسكندرية. نشأ عبد الباسط حمودة في حي شعبي يبلغ عليه طابع البساطة والتلقائية، وكبر على سماع الأغاني الشعبية المنبعثة من المقاهي والمحلات، فحفظ العديد منها ليجد نفسه في بداية مشواره الفني يغني في الأعراس والمناسبات الخاصة.

## مسيرته
اكتسب عبد الباسط حمودة شهرة في منطقته والمناطق المجاورة وأصبح محل ترحيب ومتابعة من طرف الجمهور نظراً لما يتمتّع به من قدرات صوتية ومواهب فنية. توجّه عبد الباسط حمودة إلى تسجيل العديد من الأغاني الخاصة به والتي لاقت رواجاً كبيراً، وحفظه محبوه ومشجعوه على غرار «سيبوني وارجعوا»، «أنا تعبان بجد»، «قدري»، وقد جمعها مع مجموعة أخرى في ألبوم بعنوان «كلك عاجبني».
تواصل نشاط عبد الباسط حمودة الغنائي، وتتالت أغانيه الشعبية الرائجة، فأصدر ألبوماً آخر بعنوان «بدون مونتاج»، اشتهر من أغانيه «من حقك»، «إديني قلبك»، وموال بعنوان «أنا الحزين»، وقد حظي كسابقه بمتابعة جيّدة. في سنة 1996 أصدر عبد الباسط حمودة أحد أشهر ألبوماته «ليالي»، ولكنّه ورغم النجاح والشهرة التي لقيها تخلى عن تسجيل الألبومات والأشرطة، وواصل نشاطه الغنائي على مستوى الأفراح والأعراس والموالد.

## ألبوماته
عاد عبد الباسط حمودة سنة 2008 بمظهر متجدّد ليصدر ألبوماً بعنوان «ضربة معلم» ليستعيد شعبيته وحضوره في الساحة الفنية خاصةً بعد تصوير إحدى أغاني الألبوم «أنا مش عارفني» بطريقة الفيديو كليب. 
في 2010 صدر له ألبومه «سلفني ضحكتك»،  واشتهر الألبوم بأغنية «الدنيا جرى لها إيه»، «الجو هادي»، و«ادفع نص عمري». وفي نفس العام شارك مع الفنانة سميرة أحمد في مسلسل ماما في القسم. من ضمن ما أصدره المطرب الشعبي عبد الباسط حمودة أغنية «مفيش مستحيل» في سبتمبر 2013 مع المغنية اللبنانية نيكول سابا.
آخر ما اصدره المطرب اغنية سطلانه مع حمدي باتشان و حسن الخلعي عام 2023.

## وصلات خارجية
- عبد الباسط حمودة على موقع الدهليز
- عبد الباسط حمودة على موقع قاعدة بيانات الأفلام العربية
- عبد الباسط حمودة على موقع ميوزك برينز (الإنجليزية)